# Сувайк-Дадджа
Сувайк-Дадджа (араб. سويج دچه‎) или Эль-Герраф (араб. الغراف‎) — город на юго-востоке Ирака, расположенный на территории мухафазы Ди-Кар.

## Географическое положение
Город находится в центральной части мухафазы, на берегу канала Шатт-эль-Ибахим, на высоте 8 метров над уровнем моря.

Сувайк-Дадджа расположен на расстоянии приблизительно 33 километров к северу от Эн-Насирии, административного центра провинции и на расстоянии 270 километров к юго-востоку от Багдада, столицы страны.

## Население
На 2014 год население города составляло 116 549 человека